# Robert Gordon Latham
Robert Gordon Latham FRS (24 de març de 1812 – 9 de març de 1888) va ser un etnòleg i filòleg anglès.

## Primers anys de vida
El fill gran de Thomas Latham, vicari de Billingborough, Lincolnshire, va néixer el 24 de març de 1812. Va entrar Eton College en 1819, i el 1829 va anar a King's College (Cambridge), on té es va graduar llicenciar en 1832, i poc després va ser elegit Fellow.

## Filòleg
Latham estudià filologia durant un any al continent, prop d'Hamburg, després a Copenhaguen amb Rasmus Christian Rask, i finalment a Christiania (ara Oslo). A Noruega va conèixer Ludvig Kristensen Daa i Henrik Wergeland; va escriure sobre el país a Norway and the Norwegians (1840).
En 1839 va ser elegit professor de llengua i literatura anglesa al University College de Londres. Aquí es va associar amb Thomas Hewitt Key i Henry Malden, lingüistes que treballaven en la tradició de Friedrich August Rosen. Plegats van desenvolupar la Philological Society, ampliant-la a partir d'un grup d'estudiants a una àmplia base entre els filòlegs de Londres, publicant el seu propi Proceedings.

## Carrera mèdica
Latham va decidir entrar en la professió mèdica, i el 1842 fou llicenciat del Royal College of Physicians; posteriorment va obtenir el grau de doctor a la Universitat de Londres. Es va convertir en professor de medicina forense i matèria mèdica a l'Hospital de Middlesex, i en 1844 hi va ser elegit metge assistent.

## Etnòleg
Latham estava més interessat, però, en l'etnologia i la filologia. En 1849 va abandonar la medicina i va renunciar als seus nomenaments. En 1852 se li va donar la direcció del departament etnològic del Crystal Palace, ja que es va traslladar a Sydenham.

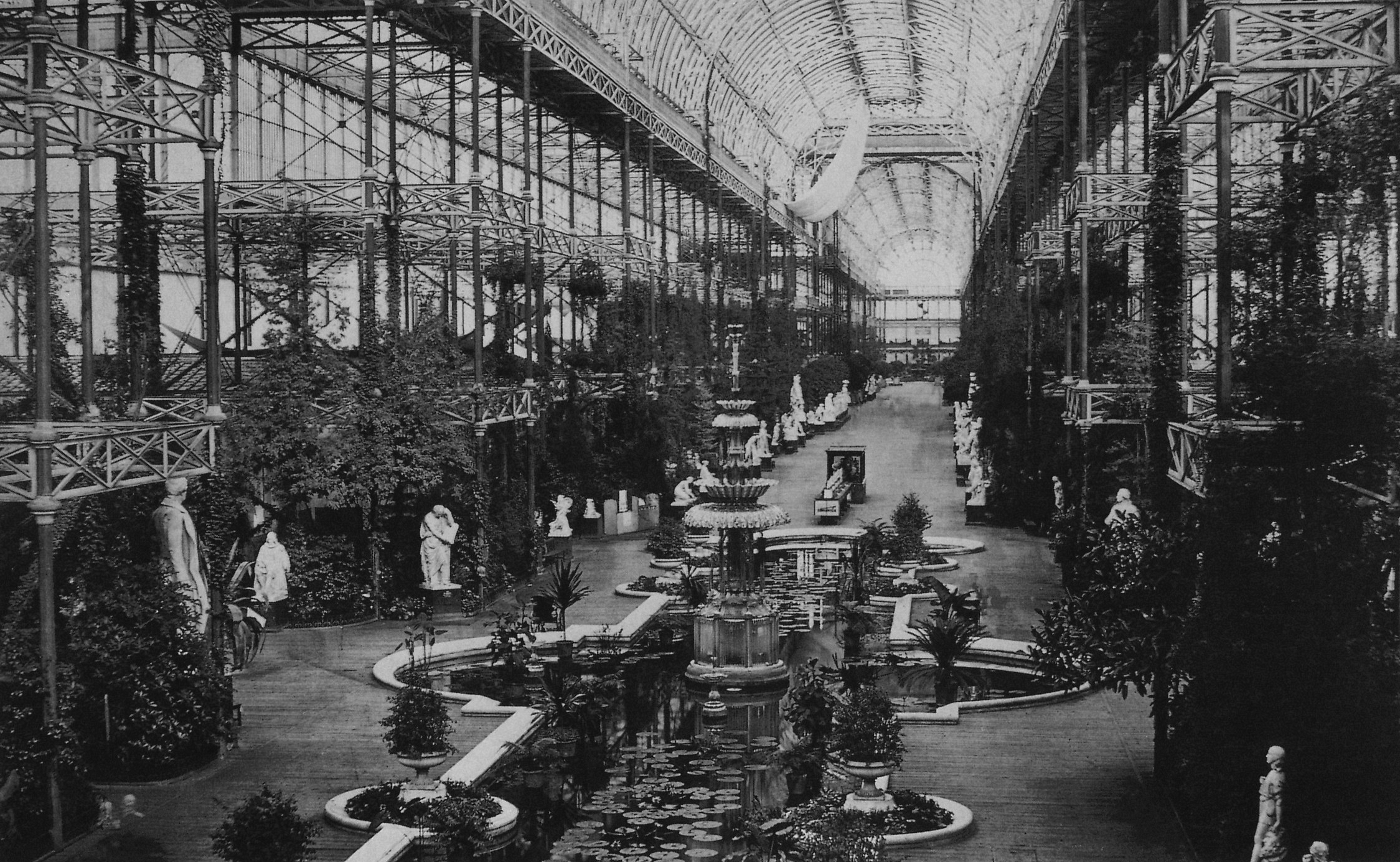
El Crystal Palace a Sydenham, vista interior. Latham era conservador d'una "cort d'història natural", una pantalla etnològica, establerta com el Palau mogut de la seva ubicació original i el contingut (a l'Exposició Universal de 1851), a un lloc permanent.

Latham fou seguidor de James Cowles Prichard, i com Prichard va considerar que l'etnologia era, en general, la part de filologia històrica que rastrejac l'origen de les races a través de les relacions genealògiques de llengües. Sovint va fer conferències en aquesta àrea. Com una línia de base va utilitzar la teoria de tres races de Georges Cuvier. A diferència de Prichard, però, Latham va criticar l'ús de Cuvier del concepte "raça caucàsica"; i va preferir evitar el terme "raça", referint-se en canvi a "varietats d'home", com una reacció a la pujança de teoria poligenista al voltant de 1850. Tanmateix, va continuar en 1854 escrivint The Native Races of the Russian Empire.
Latham va seguir endavant, però, a partir de l'assumpció de Prichard (ara anomenat de vegades "llengües i nacions"), que les relacions històriques de llengües marca a la perfecció les relacions dels grups que les parla. El 1862 va fer una protesta important contra la teoria asiàtica central de l'origen de la raça ària. Va donar suport a punts de vista que després van ser defensats per Theodor Benfey, Parker, Isaac Taylor, i altres. L'origen de les llengües indoeuropees era, en opinió de Latham, a Lituània; i atacà fortament Max Müller, defensor de la "teoria ària", al mateix temps que ho van fer John Crawfurd argumentant des de premises molt diferents. La controvèrsia sobre les opinions de Latham sobre les llengües indoeuropees després de la seva Comparative Philology (1862) van provocar danys permanents a la seva reputació acadèmica.

## Darrers anys

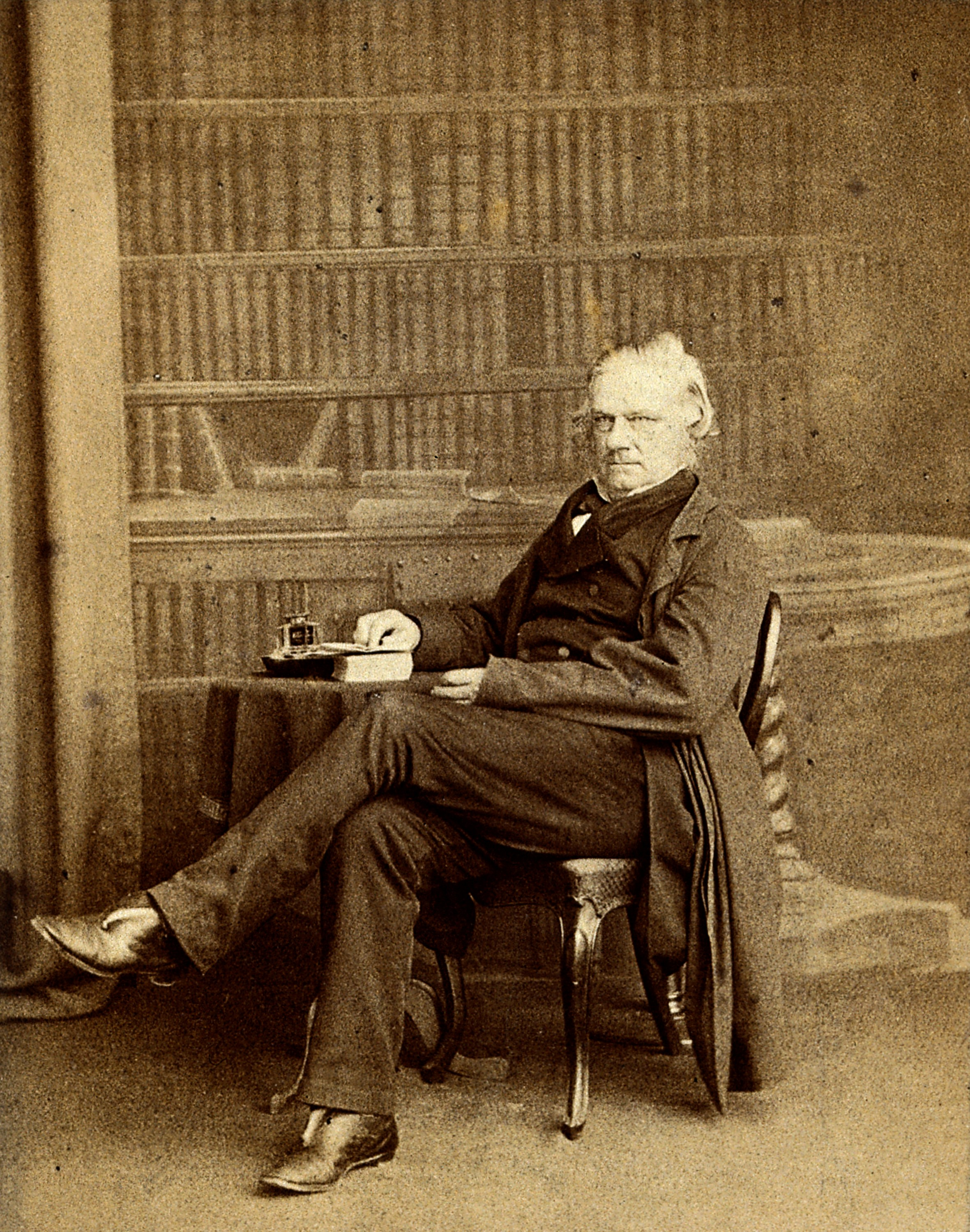
Robert Gordon Latham, fotografia de 1863.

Gordon Hake va escriure en les seves memòries l'hàbit de Latham de declarar-se en la pobresa i demanar diners. En 1863 Latham va obtenir una pensió civil. En els seus darrers anys va patir afàsia, i va morir a Putney el 9 de març de 1888.

## Obres
En 1841 Latham va produir un ben conegut llibre de text, The English Language. Es va dedicar a una profunda revisió del llibre de Samuel Johnson Dictionary of the English Language, que va completar en 1870. Posteriorment, va passar molt temps en una Dissertation on the Hamlet of Saxo Grammaticus and of Shakespeare. Els seus treballs sobre l'idioma anglès foren reeditats sovint, i eren considerats com a autoritzats fins que van ser reemplaçats pels de Richard Morris i Walter William Skeat.
Altres obres són:
- An Elementary English Grammar for the Use of Schools, 1843
- The Natural History of the Varieties of Mankind, 1850
- The Ethnology of the British Colonies and Dependencies, 1851
- Man and his Migrations, 1851
- The Ethnology of Europe, 1853
- The Native Races of the Russian Empire, 1854
- On the Varieties of the Human Species, a Orr's Circle of the Sciences vol. 1, 1854[13]
- Logic in its Application to Language, 1856
- Descriptive Ethnology, 1858
- Opuscula: Essays Chiefly Philological and Ethnographical, 1860
- A Smaller English Grammar for the Use of Schools, 1861
- The Channel Islands, 1862.